# Штрелазунд
Штрелазунд (нем. Strelasund) — пролив Балтийского моря, отделяющий остров Рюген от материковой Германии.

## Этимология
Исходное название пролива — Стрела (или Стрелка), давшего название прилегающему к проливу населённому пункту и в силу особенностей местного немецкого говора, трансформировавшееся в «Штрела».

## Описание
Длина пролива — около 25 км, наименьшая ширина — около километра. Штрелазунд — неглубокий пролив, наибольшая глубина — всего 4 м. В проливе расположен небольшой остров Денхольм.
В 1930—1936 годах через Штрелазунд построен Рюгенский мост, соединяющий Штральзунд с Денхольмом и Рюгеном. В 2004—2007 годах был построен новый мост Штрелазундкверунг.
В 1362 и 1369 годах в проливе произошли две битвы между флотами Ганзейского союза и короля Дании Вальдемара IV. В 1370 году был подписан Штральзундский мир.